# Пулитцеровская премия за освещение местных новостей
Пулитцеровская премия за освещение местных новостей (англ. Pulitzer Prize for Local Reporting) — номинация Пулитцеровской премии в сфере журналистики, впервые учреждённая в 1948 году. В 1953-м была разделена на две самостоятельные категории и восстановлена только в 2007 году.

За выдающийся пример репортажа на важную тему локального значения, демонстрирующий оригинальность и представляющий опыт местного сообщества в печати, онлайн или в обоих форматах.Оригинальный текст (англ.)For a distinguished example of reporting on significant issues of local concern, demonstrating originality and community experience in print or online or both.

## История
В первые годы вручения Пулитцеровской премии существовала единая номинация «За репортаж», которую только со временем разделили на подкатегории. Последней среди них стала премия «За освещение местных новостей», учреждённая в 1948 году. Под оригинальные критерии попадали материалы ежедневных, еженедельных или воскресных американских газет, освещавшие локальные события и демонстрировавшие аккуратность, находчивость и профессионализм автора. Тем не менее через пять лет стала очевидна необходимость выделить две новые категории, чтобы отделить тщательно проработанные журналистские расследования от не столь глубоких репортажей, сделанных в условиях жёстких временных рамок. В результате были созданы две премии за местный репортаж с учётом времени издания и без (англ. Pulitzer Prize for Local Reporting, No Edition Time и англ. Pulitzer Prize for Local Reporting, Edition Time). В последующие годы их названия и критерии неоднократно менялись, поэтому к 1985-му фактически не существовало номинации для локальных репортажей. Её восстановили только в 2007 году.

## Лауреаты
| Год  | Лауреат              | Издание                      | Комментарий |
| ---- | -------------------- | ---------------------------- | --- |
| 1948 | Джордж Гудвин        | Atlanta Journal-Constitution | За историю о мошенничестве с голосованием в округе Телфэр.                                                                                            |
| 1949 | Малкольм Джонсон     | New York Sun                 | За серию из 24 статей под заголовком «Преступление в порту» («Crime on the Waterfront») в Нью-Йорке (Фильм «В порту» был основан на этих материалах). |
| 1950 | Мейер Бергер         | New York Times               | За историю на 4 тысячи слов о массовых убийствах Говарда Унру в Камдене, Нью-Джерси.                                                                  |
| 1951 | Эдвард С. Монтгомери | San Francisco Examiner       | За серию статей о налоговых махинациях, кульминацией которых стало разоблачение Налогового управления США.                                            |
| 1952 | Джордж Де Карвалхо   | San Francisco Chronicle      | За рассказы об «отступном рэкете» — вымогательстве денег у китайцев в Соединённых Штатах за их связи в Коммунистическом Китае.                        |

| Год  | Лауреат                                                                   | Издание                                  | Комментарий |
| ---- | ------------------------------------------------------------------------- | ---------------------------------------- | --- |
| 2007 | Дебби Кансипер                                                            | Miami Herald                             | За статьи о растратах, фаворитизме и отсутствии надзора в агентстве по жилищным вопросам в Майами, что привело к увольнениям, расследованиям и судебным преследованиям. |
| 2008 | Дэвид Умхофер                                                             | Milwaukee Journal Sentinel               | За рассказы о способах обхода налогового законодательства при выплате пенсий сотрудникам округа, повлёкшие изменения и возможное судебное преследование ключевых фигур. |
| 2009 | Редакция Detroit Free Press при особом участии Джим Шефер и Майкла Элрика | Detroit Free Press                       | За расследование намеренного лжесвидетельства мэра Кваме Килпатрика об отказе от сексуальных отношений с начальницей его штаба, которое вызвало расследование, ставшее причиной ареста двух должностных лиц.                                                                                        |
| 2009 | Райан Габриэльсон и Пол Гиблин                                            | East Valley Tribune                      | За умелое использование ограниченных ресурсов, чтобы продемонстрировать в печати и онлайн, как внимание популярного шерифа к иммигрантам поставило под угрозу расследование насильственных преступлений и других аспектов общественной безопасности.                                                |
| 2010 | Ракель Рутледж                                                            | Milwaukee Journal Sentinel               | За проницательные сообщения о мошенничестве и злоупотреблениях в рамках программы по уходу за детьми для малообеспеченных работающих родителей, которые обдирали налогоплательщиков и подвергали опасности детей. Статьи привели к государственному и федеральному преследованию поставщиков услуг. |
| 2011 | Фрэнк Мейн, Марк Конколь, Джон Дж. Ким                                    | Chicago Sun-Times                        | За захватывающие материалы о насилии в окрестностях Чикаго, рассказывающие о жизнях жертв, преступников и детективов, а также о том, как широко распространённый кодекса молчания препятствует разрешению проблем.                                                                                  |
| 2012 | Сара Ганим                                                                | The Patriot-News                         | За смелое разоблачение и умелое освещение громогласного сексуального скандала в штате Пенсильвания с участием бывшего футбольного тренера Джерри Сандаски. |
| 2013 | Брэд Шрэйд, Джереми Олсон, Гленн Ховатт.                                  | Star Tribune                             | За влиятельные доклады о росте детской смертности в плохо регулируемых детских садах, которые привели к принятию законодательных мер по ужесточению норм. |
| 2014 | Уилл Хобсон, Майкл ЛаФорджиа                                              | Tampa Bay Times                          | За неутомимое расследование в отвратительных условиях, которое продемонстрировало уровень жилищных условий значительного количества бездомных в городе. Материалы способствовали принятию поспешных реформ.                                                                                         |
| 2015 | Роб Кузня, Ребекка Кимич, Фрэнк Сурачи                                    | Daily Breeze                             | За расследование широко распространённой коррупции в маленьком школьном округе с затруднительным финансовым положением, включая производящее впечатление использование веб-сайта газеты. |
| 2016 | Майкл ЛаФорджа, Кара Фицпатрик, Лиза Гартнер                              | Tampa Bay Times                          | За разоблачение вины местного школьного совета в превращении некоторых школ округа в «фабрики неудач», что привело к трагичным последствиям для сообщества (перенесено Советом премии из категории «За служение обществу»).                                                                         |
| 2017 | Сотрудники Salt Lake Tribune                                              | Salt Lake Tribune                        | За серию запоминающихся репортажей, раскрывающих извращённое, карательное и жестокое обращение с жертвами сексуального насилия в Университете имени Бригама Янга, одного из самых влиятельных учебных заведений Юты.                                                                                |
| 2018 | Сотрудники Cincinnati Enquirer                                            | Cincinnati Enquirer                      | За захватывающее, проницательное повествование и видеодокументирование семи дней Большой героиновой эпидемии в Цинциннати, которые рассказали, как смертельная наркомания опустошала семьи и общины.                                                                                                |
| 2019 | Сотрудники The Advocate                                                   | The Advocate                             | За изобличительный анализ дискриминации региональной судебной системой, включая закон эпохи Джима Кроу, позволявший судам штата Луизиана осуждать обвиняемых без единогласного решения присяжных.                                                                                                   |
| 2020 | Сотрудники Baltimore Sun                                                  | Baltimore Sun                            | За впечатляющие, значимые репортажи о нераскрытых коррупционных отношениях между мэром и системой государственных больниц, которые политик помогал курировать. |
| 2021 | Кэтлин МакГрори и Нил Беди                                                | Tampa Bay Times                          | За находчивый и креативный репортаж, раскрывающий, как влиятельный и политически связанный шериф организовал секретную разведывательную операцию, которая преследовала жителей и использовала оценки и записи о благосостоянии детей для составления профилей школьников.                           |
| 2022 | Мэдисон Хопкинс                                                           | Better Government Association            | За пронзительный анализ долгой городской истории несоблюдения строительных и противопожарных норм, что позволило недобросовестным арендодателям совершать серьёзные нарушения, приведшие к десяткам неоправданных смертей.                                                                          |
| 2023 | Анна Вульф                                                                | Mississippi Today                        | За репортаж, в котором раскрывается, как бывший губернатор Миссисипи использовал свою должность, чтобы направить миллионы долларов государственного социального обеспечения на благо своей семьи и друзей, включая квотербека НФЛ Бретта Фарва.                                                     |
| 2023 | Джон Арчибальд, Эшли Ремкус, Рэмси Арчибальд и Челлен Стивенс             | Al.com                                   | За серию разоблачающих статей о том, как полиция города Бруксайд охотилась на жителей, чтобы увеличить доходы, освещение чего в СМИ привело к отставке начальника полиции, принятию четырёх новых законов и проведению государственного аудита.                                                     |
| 2024 | Сара Конвей и Трина Рейнольдс                                             | City Bureau, The Invisible Institute     | За серию расследований о пропавших чернокожих девочках и женщинах в Чикаго, которые показали, как системный расизм и халатность полиции способствовали кризису. |
| 2025 | Алисса Чжу, Ник Тиме и Джессика Галлахер                                  | The Baltimore Banner, The New York Times | За проникновенный цикл расследований, который раскрыл шокирующие масштабы кризиса фентанила в Балтиморе и его непропорциональное влияние на пожилых чернокожих мужчин, а так же за создание сложной статистической модели, которой The Banner поделился с другими редакциями.                       |